# Soul Surfer
Soul Surfer (bra: Soul Surfer - Coragem de Viver, ou apenas Soul Surfer; prt: Soul Surfer) é um filme estadunidense de 2011, do gênero drama biográfico, dirigido por Sean McNamara para a TriStar Pictures, com roteiro baseado na autobiografia de 2004 Soul Surfer: A True Story of Faith, Family, and Fighting to Get Back on the Board, da americana Bethany Hamilton sobre sua vida como surfista depois de perder seu braço esquerdo em um terrível ataque de tubarão e sua recuperação. O filme é estrelado por AnnaSophia Robb, Helen Hunt, Dennis Quaid e Lorraine Nicholson com Carrie Underwood, Kevin Sorbo, Sonya Balmores, Branscombe Richmond e Craig T. Nelson.
As filmagens ocorreram no Havaí no início de 2010, com filmagens adicionais ocorrendo no Taiti em agosto de 2010. Soul Surfer foi lançado nos cinemas em 8 de abril de 2011 nos Estados Unidos e Canadá por uma parceria entre FilmDistrict e TriStar Pictures, e foi um sucesso comercial, ganhando US$ 47,1 milhões em um orçamento de US$ 18 milhões, mas recebeu críticas mistas da crítica de cinema e do público.

## Sinopse
Bethany Hamilton é uma adolescente que vive em Kauai, Havaí, com seus pais, Tom e Cheri, e dois irmãos mais velhos. Todos são surfistas, mas Bethany e seu melhor amigo Alana são os mais talentosos e predestinados à carreira profissional. Tudo muda quando, durante um treino com o pai e o irmão de Alana, Bethany é atacada por um tubarão. Ela sobrevive, mas perde um braço, então pensa que nunca mais poderá surfar.

## Elenco
- AnnaSophia Robb como Bethany Hamilton
- Helen Hunt como Cheri Hamilton
- Dennis Quaid como Thomas "Tom" Hamilton
- Carrie Underwood como Sarah Hill
- Kevin Sorbo como Holt Blanchard
- Ross Thomas como Noah Hamilton
- Chris Brochu como Timmy Hamilton
- Lorraine Nicholson como Alana Blanchard
- Jeremy Sumpter como Atty. Byron Blanchard
- Sonia Balmores Chung como Malina Birch, rival de Bethany
- Craig T. Nelson como Dr. David Rovinsky
- Cody Gomes como Keoki
- Branscombe Richmond como Ben
- Bethany Hamilton como ela mesma (arquivo de filmagem)
- Alana Blanchard como ela mesma (arquivo de filmagem)
- Sean McNamara participa como executivo da Rip Curl.

## Produção
Planos para um filme biográfico sobre Hamilton existiam meses após seu ataque de tubarão e sua recuperação subsequente em 2004. Durante a atenção da mídia de Hamilton, o pai dos amigos de Bethany, Chantilly e Tiffany, Roy "Dutch" Hofstetter, se tornou o gerente de mídia da família Hamilton. Hofstetter, em fevereiro de 2004, imaginou um filme baseado na experiência de Bethany, provisoriamente intitulado The Bethany Hamilton Story. Bethany publicou seu livro biográfico Soul Surfer em 2004, e BBC relatou que um filme sobre sua vida estava programado para começar a filmar em janeiro de 2005. Produção não começou como previsto, e Time informou em julho de 2006 que a produção estava programada para o final do ano. Variety relatou que o projeto teve um investimento de US$7.5 milhões e o apoio de Peter Schlessel, um executivo da Sony Pictures.
Embora a produção não tivesse começado no final de 2006, em janeiro de 2007 Sean McNamara foi anunciado para dirigir o filme biográfico. Enquanto Hamilton tinha uma série de sucessos no surf, tornando-se profissional em 2007, McNamara e o produtor David Brookwell com seu empresário Roy "Dutch" Hofstetter buscaram mais material para o filme. O livro foi considerado "um relato direto" voltado para leitores cristãos, então os cineastas se reuniram com a família Hamilton para determinar se havia algum conflito não publicado que pudesse ser destacado no filme. Eles descobriram que o incidente havia afetado a família, que os membros da família questionavam sua fé cristã e que Bethany Hamilton lutava contra sua aparência física e como os meninos a viam. A atenção da mídia sobre a família foi descrita por Brookwell como "um segundo ataque de tubarão" que tornara suas vidas desconfortavelmente públicas.

"Ela foi na verdade minha sugestão. Eu a vi em vários filmes como Bridge to Terabithia e Charlie and the Chocolate Factory e pensei que ela poderia me interpretar muito bem. Ela me visitou no Havaí e meu treinador de surf e eu a ensinei a surfar, então ela pelo menos parecia que sabia o que estava fazendo!"

— Bethany Hamilton on suggesting AnnaSophia Robb to portray her
McNamara, Brookwell, Hofstetter e Douglas Schwartz passaram vários anos arrecadando dinheiro para a produção. O diretor escreveu um roteiro adaptado com Michael Berk, Douglas Schwartz e Deborah Schwartz. Escrita não creditada adicional foi executada por Ron Bass, Jen Smolka e Kara Holden. Antes de o filme entrar em produção, a Sony Pictures Worldwide Acquisitions adquiriu os direitos de distribuição para a América do Norte e a maioria dos outros territórios. As produtoras Mandalay Vision, Brookwell McNamara Entertainment e Life's a Beach Entertainment colaboraram para a produção, com o financiamento da Enticing Entertainment e da Island Film Group. Bethany Hamilton escolheu com sua mãe AnnaSophia Robb para retratá-la, assim como Sonia Balmores Chung e Jeremy Sumpter para interpretar o irmão de Malina e Alana, Byron. Em fevereiro de 2010, Robb foi anunciada para fazer parte do filme como Bethany Hamilton, junto com Dennis Quaid e Helen Hunt, que foram escalados como os pais de Bethany. A cantora Carrie Underwood, em sua estreia no cinema, foi escalada como uma líder jovem da igreja. Todas as cenas de surfe após o ataque de tubarão foram feitas pela própria Hamilton. As filmagens começaram no mesmo mês no Havaí. A fotografia principal e o trabalho aéreo da segunda unidade ocorreram por 40 dias; diretor de fotografia John R. Leonetti filmou em filme de 35mm. Durante as filmagens, Robb usou uma manga verde em seu braço para que os efeitos visuais pudessem ser incluídos mais tarde. Embora McNamara estivesse editando o filme em maio de 2010, filmagens adicionais ocorreram em agosto de 2010 no Taiti. Durante a pós-produção, a empresa VFX Engine Room trabalhou em 450 tomadas de remoção do braço, inserindo digitalmente o resíduo do braço no lugar da manga verde de Robb. A família Hamilton estava envolvida na escolha da música. No final das contas, o orçamento de produção do filme foi de US$18 milhões.

## Lançamento
Em julho de 2010, o USA Today relatou Soul Surfer como um dos vários filmes baseados na fé semelhantes a The Blind Side, Get Low, Like Dandelion Dust e Jumping the Broom. Em setembro de 2010, o estúdio independente FilmDistrict foi lançado, e a empresa formou uma parceria com a TriStar Pictures para lançar Soul Surfer. FilmDistrict originalmente se comprometeu a lançar o filme em 300 cinemas , mas quando os executivos viram o produto final, eles investiram US$ 26 milhões em uma impressão e um compromisso publicitário com o objetivo de lançar Soul Surfer em 2.000 cinemas.
Antes do lançamento comercial do filme, ele foi exibido para líderes religiosos. Uma cena em que o personagem de Dennis Quaid lê a Bíblia no hospital ao lado da cama de sua filha teve as palavras "Bíblia Sagrada" digitalmente removidas da capa. O pai de Bethany Hamilton disse que David Zelon, um executivo da Mandalay Pictures, fizeram lobby para reduzir os elementos cristãos de Soul Surfer de modo que o filme pudesse atrair mais o público não cristão . A família Hamilton se opôs, e as palavras "Bíblia Sagrada" foram restauradas na cena em uma exibição posterior. Outra cena debatida foi aquela em que a personagem de Carrie Underwood, uma líder jovem da igreja, cita as escrituras bíblicas (Jeremias 29:11) Embora os envolvidos com o filme concordassem com o versículo, eles não queriam que a cena indicasse explicitamente que sua origem era a Bíblia. Sua postura foi contestada, e a cena indica que o versículo é bíblico. The Hollywood Reporter citou o desentendimento como um exemplo de Hollywood aprendendo a atrair a comunidade religiosa e, ao mesmo tempo, atrair o público secular. The Blind Side, que realizou as duas coisas, arrecadou US$ 256 milhões nos Estados Unidos e no Canadá.

### Bilheteria
O filme foi lançado em 2.214 cinemas nos Estados Unidos e Canadá em 8 de abril de 2011. Arrecadou US$ 10,6 milhões no fim de semana de estreia, ocupando o quarto lugar nas bilheterias. A Sony Pictures relatou que 80% do público era feminino e que 56% tinha menos de 25 anos.

### Recepção critica
Soul Surfer recebeu críticas mistas dos críticos. O site de agregação de comentários Rotten Tomatoes dá uma pontuação de 46% com base em comentários de 101 críticos, com uma classificação média de 5,3/10. O consenso do site é: "Há uma incrível história verdadeira no coração de Soul Surfer - e, infelizmente, ela é afogada por ondas de queijo de Hollywood." CinemaScore relatou que o público deu ao filme uma rara nota "A+".
Roger Ebert, do Chicago Sun-Times, foi ligeiramente positivo em sua crítica, dando ao filme duas estrelas e meia em quatro e escrevendo "Soul Surfer é um filme saudável, com a intenção de ser inspirador. Se vai animar os espectadores que são não tão capaz quanto Bethany é uma excelente pergunta. AnnaSophia Robb é uma heroína convincente e alegre. Dennis Quaid e Helen Hunt, como pais de Bethany, são firmes e solidários, embora o roteiro de fato os deixe sem outra escolha." Owen Gleiberman da Entertainment Weekly deu ao filme uma nota B, escrevendo "[os] espectadores mais cínicos por aí podem dizer, 'Não para mim.' Mas Soul Surfer, embora tenha um design estereotipado, é um filme autêntico e sincero." S. Jhoanna Robledo da Common Sense Media deu ao filme três estrelas de cinco, escrevendo "Sim, é um filme de mensagem, mas a mensagem se estende profundamente sob sua pele para fazer o filme, dada sua total convencionalidade, inesperadamente emocionante."
Apesar da recepção mista da crítica, foi um sucesso entre o público; As pesquisas do CinemaScore relatam que a nota média dos espectadores deu um raro A+.

### Mídia doméstica
Soul Surfer foi lançado em DVD e Blu-ray em 2 de agosto de 2011 pela Sony Pictures Home Entertainment.

### Premiações
| Prêmios e indicações       | Prêmios e indicações                                                   | Prêmios e indicações                       | Prêmios e indicações | Prêmios e indicações |
| Associação                 | Categoria                                                              | Nomeado(s)                                 | Resultado            | Ref.                 |
| -------------------------- | ---------------------------------------------------------------------- | ------------------------------------------ | -------------------- | -------------------- |
| Casting Society of America | Conquista notável no elenco: recurso - estúdio ou comédia independente | Joey Paul Jensen                           | Indicado             | [ 30 ]               |
| Crystal Dove Seal Award    | Melhor Drama                                                           | Soul Surfer                                | Venceu               | [ 31 ]               |
| ESPY Awards                | Melhor Filme de Esportes                                               | Soul Surfer                                | Indicado             | [ 32 ]               |
| Movieguide Awards          | Melhor filme para o público familiar                                   | Soul Surfer                                | Venceu               | [ 33 ]               |
| Movieguide Awards          | Desempenho mais inspirador em filmes em 2011                           | Dennis Quaid, AnnaSophia Robb, Kevin Sorbo | Indicado             | [ 33 ]               |
| People's Choice Awards     | Adaptação de livro favorita                                            | Soul Surfer                                | Indicado             |                      |
| Satellite Awards           | Melhor Trilha Sonora Original                                          | Marco Beltrami                             | Venceu               | [ 34 ]               |
| Teen Choice Awards         | Choice Movie Drama                                                     | Soul Surfer                                | Indicado             | [ 35 ]               |
| Teen Choice Awards         | Choice Movie Drama Actress                                             | AnnaSophia Robb                            | Indicado             | [ 35 ]               |
| Women Film Critics Circle  | Melhores imagens femininas em um filme                                 | Soul Surfer                                | Indicado             | [ 36 ]               |